# Ratimanjari
Das Ratimanjari (Blumenkranz der Liebe) wurde von Jayadeva im 15. oder 16. Jahrhundert n. Chr. in Sanskrit verfasst.

## Das Werk
Das Ratimanjari ist mit nur 125 Versen eine sehr kurze Schrift in der Kamashastra-Tradition indischer Liebeskunst. Das Werk ist eine Zusammenfassung und Interpretation des Smaradipika und daher sind beide Werke inhaltlich identisch. Auf kompakte Art werden z. B. die verschiedenen Typen von Frauen, sexuelle Positionen und die Vorgehensweisen beschrieben, wie ein Mann eine Frau sexuell verführen, erregen, vergnügen und befriedigen kann.

## Ausgaben
- Alex Comfort: The Illustrated Koka Shastra: Erotic Indian Writings, Based on the Kama Sutra. Simon & Schuster, New York 1997, ISBN 0-684-83981-4, S. 44–49 (englisch).
- Alex Comfort: Koka Shastra. Das Tantra der Liebe. Ullstein Verlag, Berlin 2002, ISBN 3-550-06975-8.
- Ramakanta Dvivedi: Ratimanjari. Chowkhamba Sanskrit Series Office (Sanskrit, Hindi, mit Kommentaren in Hindi).